# Гегесин Пергамский
Гегесин Пергамский (греч. Ἡγησίνος) — греческий философ II в. до н. э., сколарх (Средней) Академии Платона, преемник Эвандра и предшественник Карнеада. Родился в Пергаме. О жизни Гегесина сохранились крайне скудные сведения.